# Коголен
Коголе́н (фр. Cogolin) — коммуна на юго-востоке Франции в регионе Прованс — Альпы — Лазурный берег, департамент Вар, округ Драгиньян, кантон Сент-Максим.
Площадь коммуны — 27,93 км², население — 11 066 человек (2006) с тенденцией к росту: 11 186 человек (2012), плотность населения — 401,0 чел/км².

## Географическое положение

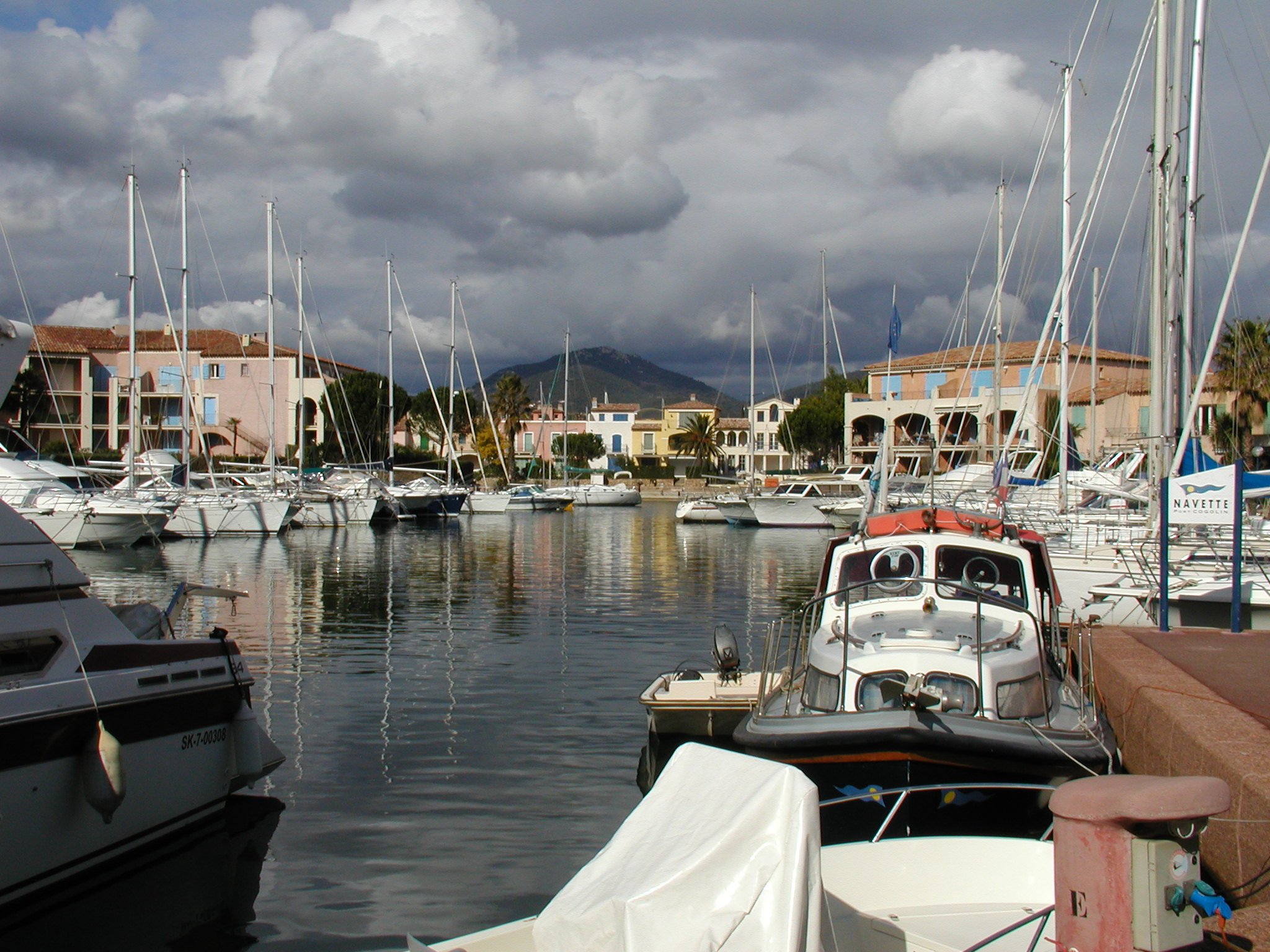
Порт Коголен

Коммуна Коголен административно входит в состав кантона Сент-Максим (до 2015 года кантона Гримо) округа Драгиньян. На средиземноморском побережье в пяти километрах от коммуны находится порт Коголен, предназначенный для приёма яхт и рассчитанный на 1800 мест.

## Население
Население коммуны в 2011 году составляло — 11 119 человек, а в 2012 году — 11 186 человек.
| 1962 | 1968 | 1975 | 1982 | 1990 | 1999 | 2005  | 2006  | 2010  | 2011  | 2012  |
| ---- | ---- | ---- | ---- | ---- | ---- | ----- | ----- | ----- | ----- | ----- |
| 2665 | 3292 | 4577 | 5639 | 7976 | 9079 | 10984 | 11066 | 11108 | 11119 | 11186 |

Динамика населения:

## Экономика
Основными источниками доходов местных жителей является обслуживание туристов, виноградарство, виноделие, а также производство мебели, ковров, ремесленное изготовление музыкальных инструментов и курительных трубок.
В 2010 году из 7301 человек трудоспособного возраста (от 15 до 64 лет) 5583 были экономически активными, 1718 — неактивными (показатель активности 76,5 %, в 1999 году — 71,3 %). Из 5583 активных трудоспособных жителей работали 4712 человек (2571 мужчина и 2141 женщина), 871 числились безработными (398 мужчин и 473 женщины). Среди 1718 трудоспособных неактивных граждан 416 были учениками либо студентами, 529 — пенсионерами, а ещё 773 — были неактивны в силу других причин.
На протяжении 2010 года в коммуне числилось 5074 облагаемых налогом домохозяйства, в которых проживало 11 054,0 человека. При этом медиана доходов составила 17 тысяч 181 евро на одного налогоплательщика.

## Достопримечательности
- В центре Коголена находится церковь XVI столетия, с воротами из зелёного мрамора.
- На городском холме сохранилась часовая башня, построенная в XIV веке (остатки средневекового замка).
- В церкви Сен-Совёр можно увидеть строения XI века и портал эпохи Возрождения.

В годы Второй мировой войны, в 1944 году в Коголене находился штаб генерала Латра де Тассиньи, руководившего освобождением Прованса от немецко-фашистских войск.